# جیم بیچ
جیم بیچ (انگلیسی: Jim Beech؛ زادهٔ ۱۸۷۱) بازیکن فوتبال است.
از باشگاه‌هایی که در آن بازی کرده‌است می‌توان به باشگاه فوتبال پورت ویل اشاره کرد.